# Palác katalánského parlamentu
Palác katalánského parlamentu (katalánsky: Palau del Parlament de Catalunya, španělsky: Palacio del Parlamento de Cataluña) je klasicistně barokní monumentální palác kde sídlí obě komory katalánského zákonodárného a ústavodárného sboru. Leží v parku Cituadella,v historickém jádru Barcelony, těsně na jihovýchod od čtvrti Barri Gòtic.

## Historie
Palác byl navržen a postaven za první transformace pevnostní terasy východní pevnosti (citadely – Cituadela), odkud dostal pozdější velkolepý park i své dnešní jméno. Prvotní palác měl stále ještě sloužit vojenským účelům, i když nejvyšší reprezentaci. Proto byl od samého počátku navrhován jako monumentální soubor budov. První návrh provedl architekt vlámského původu, narozený v Bruselu, Joris Prosper Van Verboom, který se pak v Barceloně usadil. Vzorem mu byly mimo jiné monumentální francouzské stavby oné doby a mezi nimi i Louvre. Na návrzích se podíleli i jiní spolupracující architekti, např. Diego Butler. Stavba byla zahájena 1716 a dokončena 1748. Jako parlamentní (sněmovní) budova byla poprvé užita

## Popis
Palác je sevřeným, geometricky přesným souborem křídel na půdorysu obdélníku o velikosti dvou čtverců o straně 71 m, tedy 142 x 71 m. U takové základní osnovy je vytvořena skladba, kdy ve středu obdélníka je hlavní sestava křídel o půdorysu jednoho čtverce a po stranách zbývá vždy půl čtverce. Střední element je sestavou 6 křídel ve tvaru dvou kolmo překřížených H. Boční křídla na kratších krajních stranách obdélníka jsou odloučená, spojená pak s hlavním středním tělesem malými spojnými křídly. Hlavní křídla jsou jednoposchoďová s vysokým přízemím. Hlavní křídlo s průčelím je členěno zejména středním rizalitem vystupujícím zřetelně nad římsu i hřeben křídla a krajní, méně vystupující rizality. Průčelí je prolomeno 19 okenními osami a v přízemí střední části 13 oblouky kolonády (podloubí).

## Architektura
Architektura je zřetelně klasicizující, přičemž barokní původ manifestují jen některé prvky (např. elipsová okna vikýřů s volutovými patkami šambrán).

## Galerie

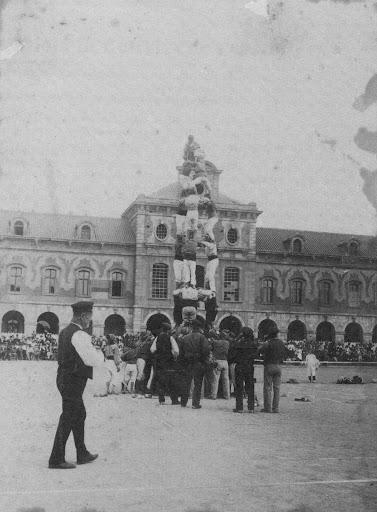
Soutěž ve stavění Katalanských lidských věží před průčelím parlamentu 1903
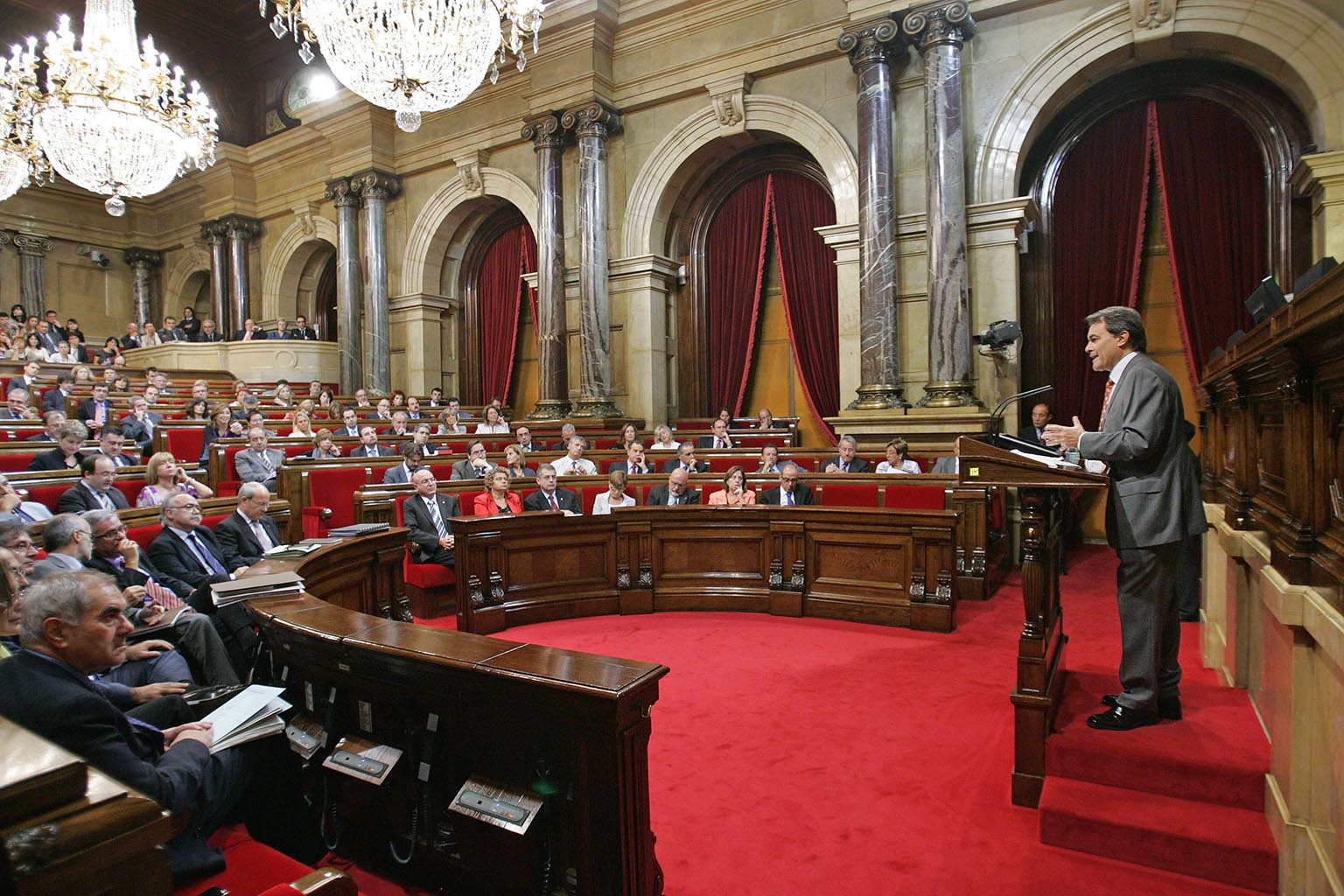
Artur Mas promluva při zasedání sněmovny 2009
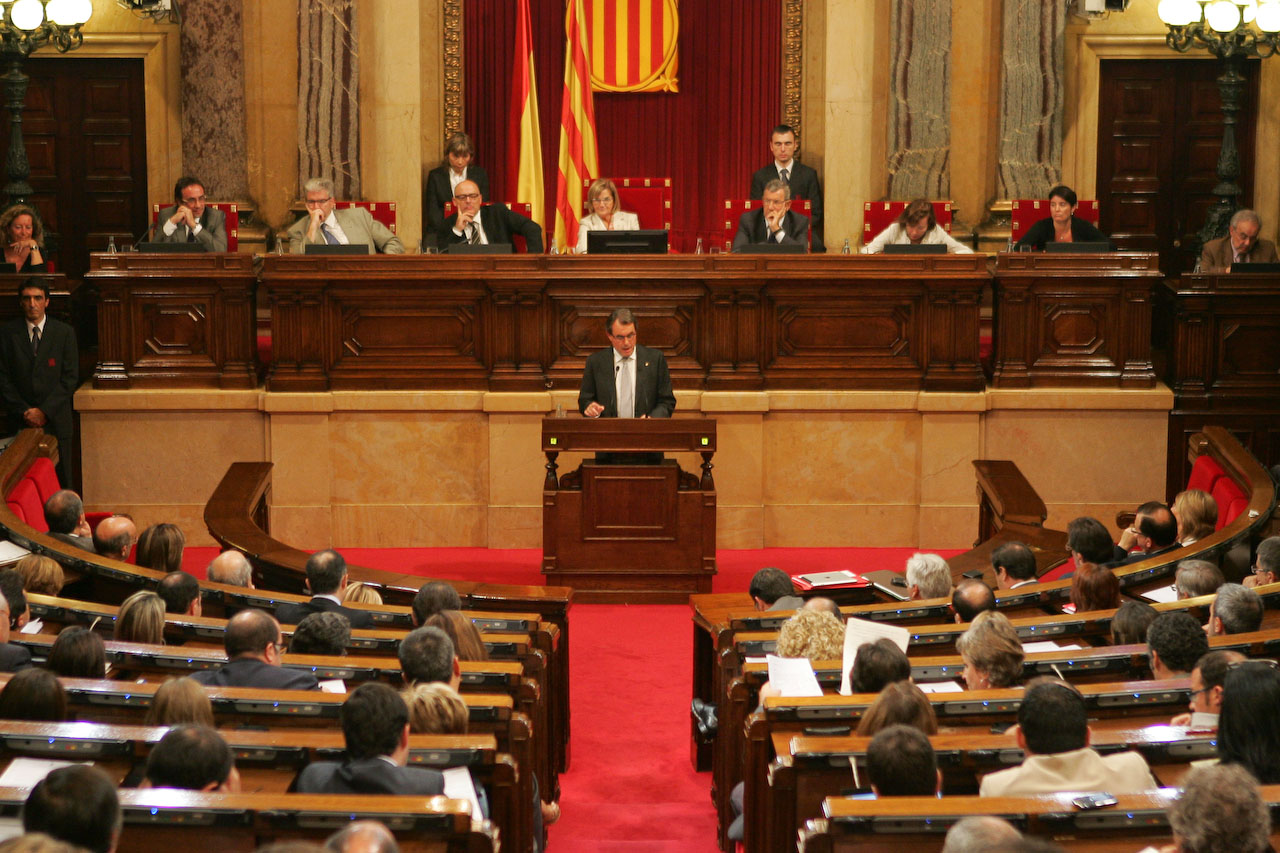
Sněmovna 2011 – pohled na tribunu
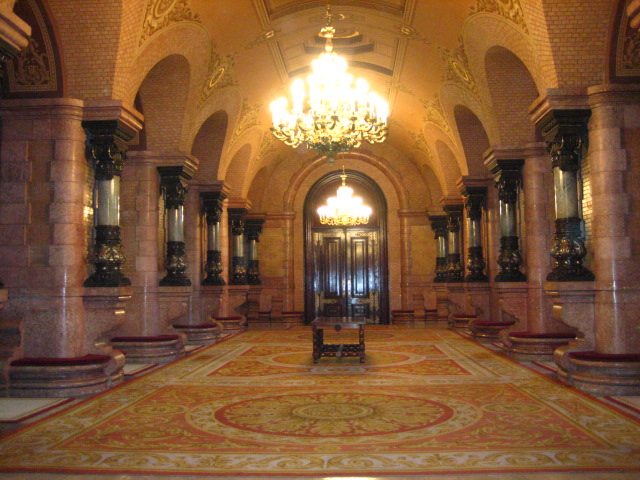
Sloupový sál parlamentu
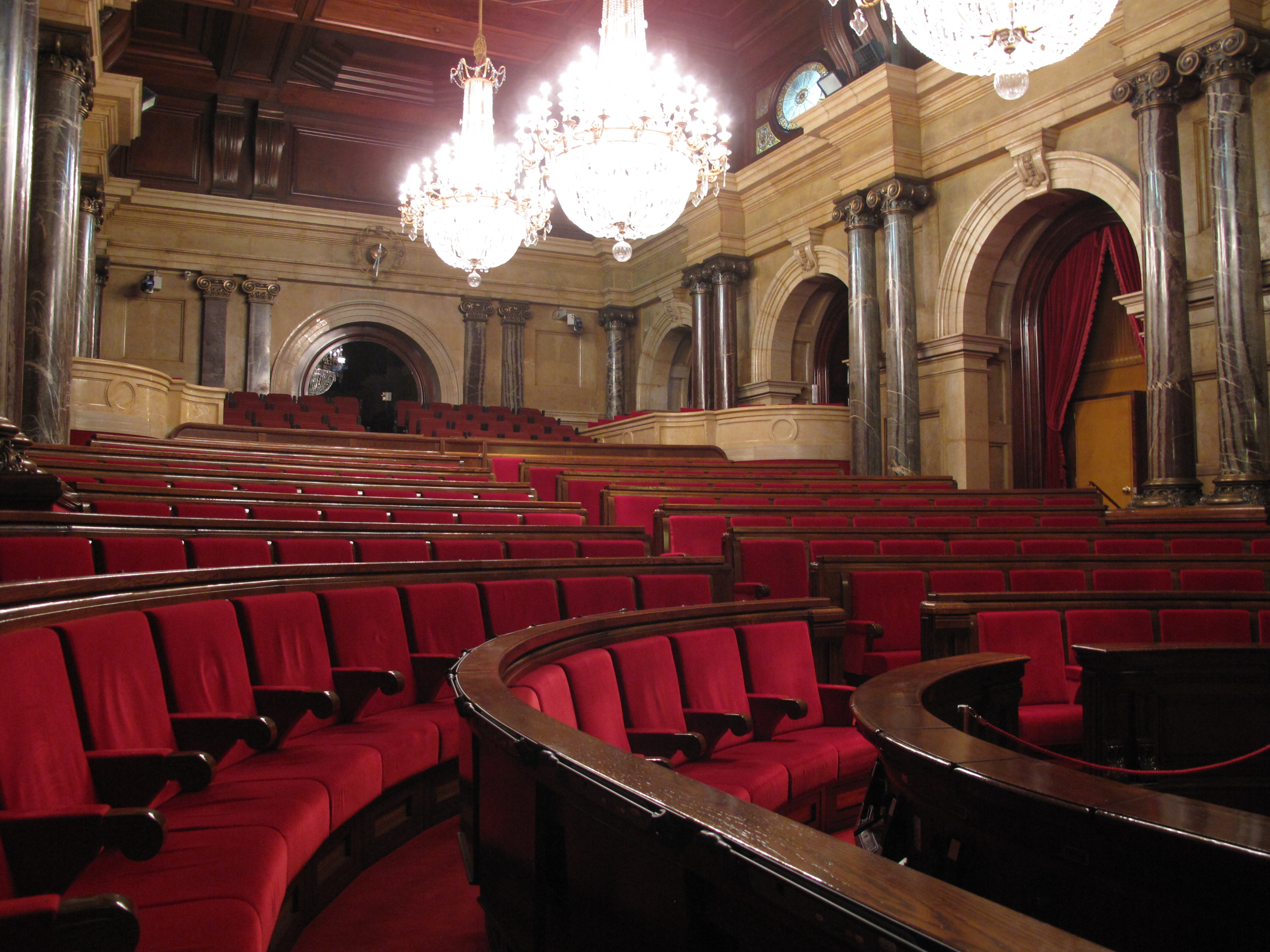
Pohled do prázdného sněmovního sálu
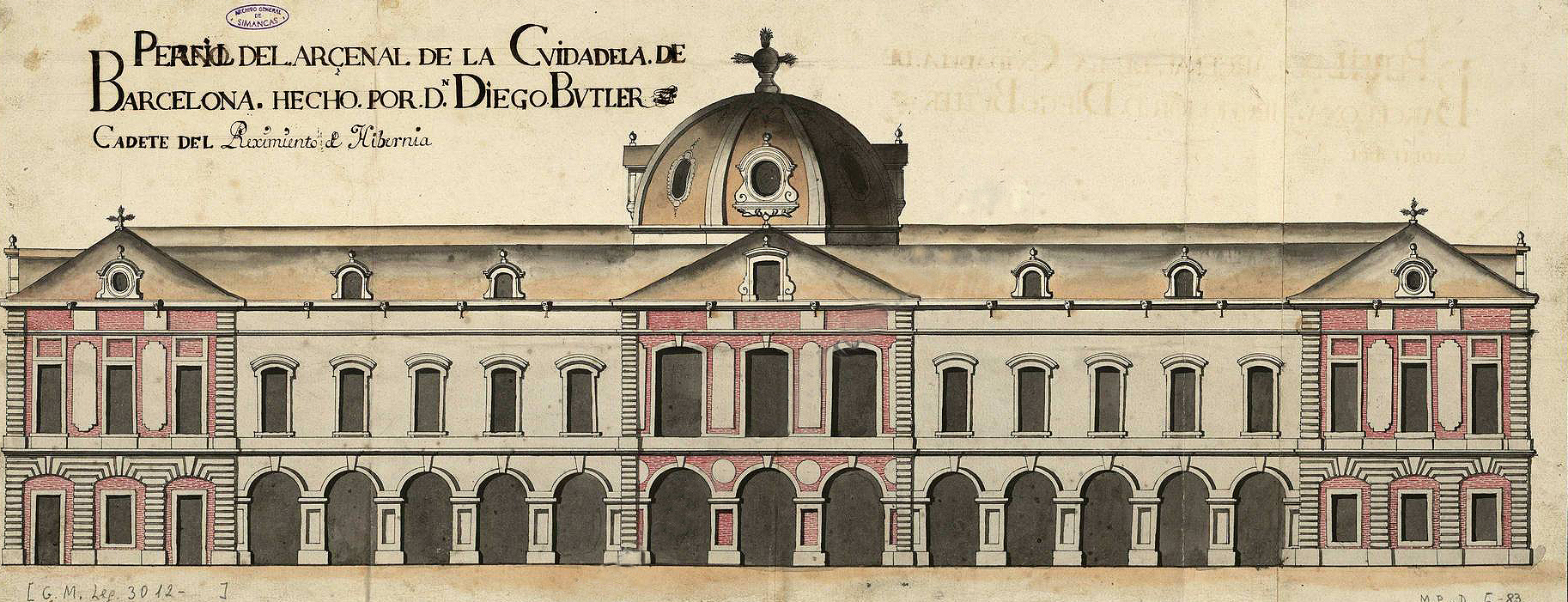
Pohled na hlavní fasádu – jedna z časných kreseb 1725, ještě jako arsenal